# 普爾泰特 (阿拉巴馬州)
普爾泰特（英語：Pull Tight）是一個位於美國阿拉巴馬州馬里昂縣的非建制地區。該地的面積和人口皆未知。

## 地理
普爾泰特的座標為34°01′16″N 87°47′05″W / 34.02111°N 87.78472°W，而該地的平均海拔高度為185米（即607英尺）。